# Байярже, Жюль Габриель Франсуа

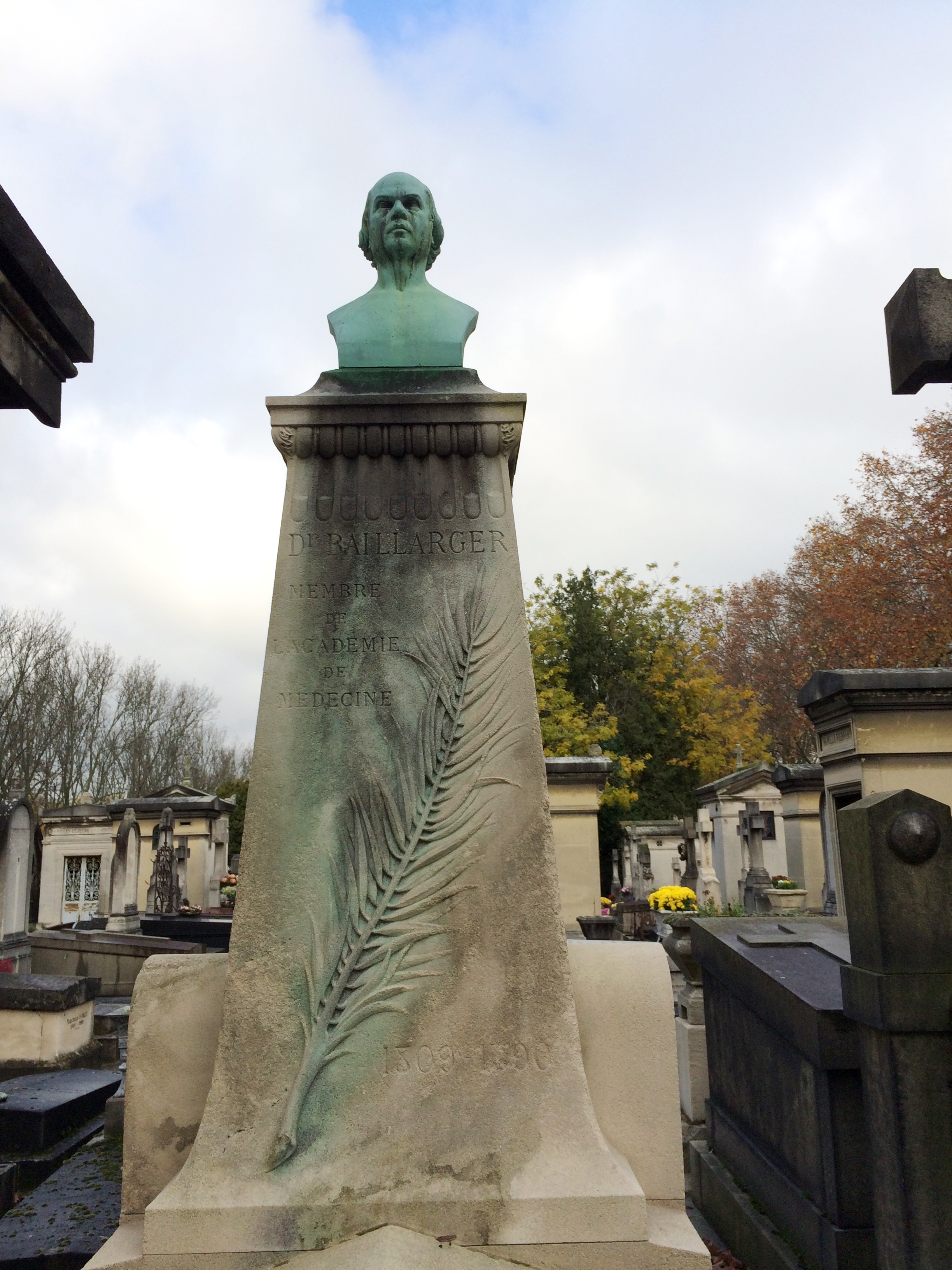
Памятник на могиле Байярже на кладбище Монпарнас

Жюль Габриель Франсуа Байярже (фр. Jules-Gabriel-François Baillarger; 26 марта 1809, Монбазон, департамент Эндр и Луара — 31 декабря 1890, Париж) — французский психиатр и невролог.

## Биография
Медицину изучал в Сорбонне, совмещая учёбу с работой ассистента в психиатрической больнице Шарантон. Ученик Ж. Э. Д. Эскироля. В 1837 году защитил диссертацию, посвящённую менингеальным кровоизлияниям. С 1840 года работал врачом парижской больницы Сальпетриер, затем главным врачом психиатрической клиники в Иври-сюр-Сен. Во время эпидемий холеры в 1849 и 1865 годах проявил истинный героизм; благодаря его личному уходу были спасены от смерти известный профессор хирургии Ю. Треля (1828—1890) и В. Маньян.
Ранние научные труды учёного связаны с изучением архитектоники головного мозга: описал скопления миелиновых волокон в новой коре головного мозга — полоску внутренней зернистой пластинки и полоску ганглионарной пластинки, названные его именем (наружная и внутренняя полоски Байярже) (1840). Указал на ярко выраженные отличия между состояниями меланхолии и мании. Его сочинение о галлюцинациях отмечено Академией медицины (1842).
В 1843 году вместе с Жаком Жозефом Моро де Туром был одним из основателей журнала «Медико-психологические анналы» («Annales Médico-Psychologigue»), который стал авторитетным европейским журналом по психиатрии.
В 1854 году описал т. н. помешательство в двух формах, которое впоследствии вошло в международную классификацию болезней как циркулярный (маниакально-депрессивный) психоз. Отмеченная им анизокория при прогрессивном параличе названа симптомом Байярже.
Труды учёного посвящены также афазии (1865), паралитическому слабоумию (1869), кретинизму (1873) и др.
Автор фундаментального руководства по психиатрии в 2 томах (1890; 1-й том переиздан в 2010).

## Избранные труды
- Recherches sur la structure de la couche corticale des circonvolutions du cerveau, (1840)
- Des hallucinations, des causes qui les produisent et des maladies caractérisent, Mémoires de l’Académie de Médecine (1842)
- Hallucinations, Annales médico-psychologiques du système nerveux, (1844)
- Folie à double forme, Annales médico-psychologiques du système nerveux, (1854)
- Recherches sur les maladies mentales, 2 тома; (1890)